# Texture des aliments
Pour les articles homonymes, voir texture.

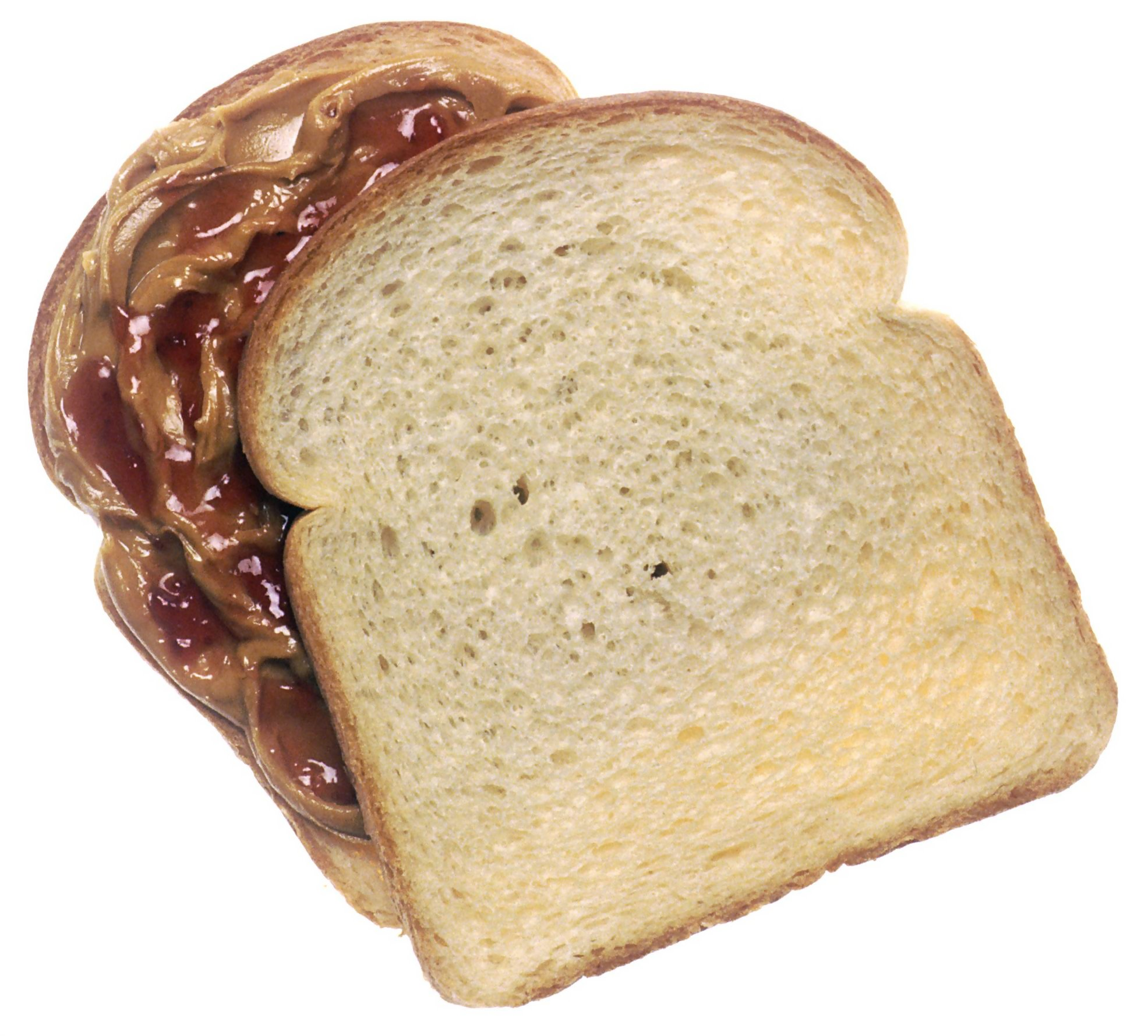
Tartine de pain de mie avec de la confiture.

La texture des aliments est une qualité organoleptique qui peut se définir comme « la manifestation sensible et fonctionnelle des propriétés structurales et mécaniques des aliments, détectées par les sens de la vision, de l'ouïe, du toucher et de la kinesthésie ». Chaque aliment tire de sa texture ordinaire une partie de ses caractéristiques, donc de sa singularité. De plus la texture n'est pas d'une importance identique pour tous les aliments : les liquides sont relativement aux solides moins déterminés par cet aspect, comme parmi ces derniers, le beurre l'est moins que le pain aux textures très diverses, ou le raisin moins que la tomate à la chair plus nettement structurée.
Avant même la consommation et les sensations qu'elle devrait susciter, la texture d'un aliment est évaluée du regard, par le toucher, et est prise en considération de multiples manières par le consommateur ou le cuisinier, à différents stades : 
- cueillette, mise en vente ou achat pour les produits frais ou évoluant rapidement (fruits et légumes, pains, fromages, poissons, viandes, etc.) ;
- préservation ou amélioration pour la consommation (ajout de liquides ou d'épaississant, mise au réfrigérateur ou retrait, passage au four ou cuisson adaptée, etc.) ;
- choix du matériel de cuisine ou de consommation (choix de moules et récipients, couverts appropriés, chauffe-plat, etc.) ;
- composition de recettes ou de menu valorisant la texture (association de textures différentes, choix des condiments ou du pain, etc.) ;
- mise en valeur esthétique finale du plat (composition de textures voisines ou très différentes en couleur, fermeté, forme).

## Aspects linguistiques

### Appréciation et terminologie
De tout temps, l’homme a développé un vocabulaire lui permettant de définir les qualités de texture et d’émettre un jugement appréciatif. Mais les termes utilisés dans la vie courante en différents pays pour définir la texture d’un même aliment dans un même état ne conviennent pas forcément pour l’analyse scientifique de la texture des aliments, science qui a débuté au Xe siècle mais qui n’a pris son essor que dans les années 1960.
Les scientifiques sont dans l’obligation d’établir une terminologie qui permette de nommer les sensations ressenties selon la vue, le toucher, etc. Un exemple de difficulté est donné par l’appréciation du croustillant dont il existe trois ou quatre synonymes en français et en anglais mais qui se décline en une vingtaine de termes en japonais et en chinois ; de plus, l’équivalence diffère selon les cultures : la laitue par exemple, dite crisp chez les anglophones n’est pas définie « croustillante » mais « croquante » par les francophones.
Une autre difficulté découle du choix de l’analyse qui peut être sensorielle et qui a abouti, en œnologie, à l’établissement d’un jargon efficace, ou de l’utilisation de méthodes instrumentales proches de celles utilisées en rhéologie.

### Contributions à la nomenclature
Une part du vocabulaire de la cuisine, dans différents aspects (plats et recettes, matériel, actions du cuisinier, etc.), provient de termes précisant tel ou tel caractère de texture. Par exemple, les carottes râpées ou le hachis parmentier rappellent par leur nom l'action principale de la recette et ainsi la consistance finale ; ou encore, la tomate farcie évoque, même sans la connaître précisément, une texture différente entre le cœur et la périphérie, etc.  Dans ces dénominations, le langage peut exploiter simplement des éléments tangibles comme pour œuf dur ou les valoriser par une invention poétique comme pour île flottante.
Toujours en français, un soufflé est un plat dont le nom est très évocateur de sa légèreté ; un velouté ou une mousse suggère immédiatement la délicate impression tactile que peut en attendre le dégustateur, de même qu'un sablé ; de même, un feuilleté annonce clairement sa texture typique, alors qu'un glaçage n'est pas à associer à un traitement thermique mais à un raffinement propre à la surface du mets, etc. 
Un terme comme purée peut quant à lui avoir un usage métaphorique parfois très éloigné du domaine alimentaire.

## Défauts de texture
Toute texture peut présenter des défauts ou déficiences, soit dans la masse de l'aliment soit de manière localisée et hétérogène : un fruit peut être trop mûr ou avoir des degrés de maturité localement différents ; une viande peut se révéler comme contenant trop d'éléments peu appréciés (tendons, nerfs, etc.) ; la gravité a pu réunir tous les fruits en bas ou en haut d'un dessert ou d'une confiture ; un produit laitier, dessert ou fromage, peut ne pas présenter sa consistance habituelle ; une huile peut encore, selon les climats, être en partie ou en totalité solidifiée. 
La production et le traitement des aliments sont à l'origine de défauts tels que des fruits ou des légumes récoltés et vendus trop mûrs ou pas assez, ou endommagés ; ou encore comme l'introduction accidentelle de corps ou substances impropres à la consommation dans les chaînes ou processus de conditionnement (ou par ces chaînes) : le tri des cailloux dans les lentilles est classiquement une tâche à assurer avec soin si on ne veut pas voir ou imaginer les grimaces douloureuses du consommateur.
La cuisine peut pallier certains défauts (confiture de fruits trop mûrs), mais, accidentellement, en produire d'autres, notamment par excès de cuisson ou insuffisance ; l'art consistant parfois à cuire à cœur sans calciner la périphérie, il y a si peu, par exemple, entre un œuf à la coque et un œuf dur. 
La présence involontaire de variations locales de texture peut rendre le mets immangeable comme dans le cas de grumeaux ou d'éléments incorporés bien que mal apprêtés (grains de sel), ou dans celui de gâteaux présentant des poches de pâte semi-liquide.

## Adaptations anatomiques et culturelles
Concernant la texture entendue sous l'aspect de consistance, la denture (ou le bec des oiseaux), et plus généralement le système digestif, sont adaptés au régime alimentaire, donc aux principaux aliments dont ils se nourrissent. Au cours des âges de la vie, l'alimentation évolue généralement en fonction de la compatibilité des textures avec le niveau de développement de l'orifice buccal (les mères assurent notamment une transition entre le lait et les aliments solides).

## Évolution et modification de la texture

### Naturelles
La texture évolue de manière différente selon les types d'aliments, notamment du point de vue de la rapidité et de la détérioration, et cet aspect influe fortement sur les conditions de leur mise sur le marché et de leur retrait passé un certain délai. Exemple : la salade fraiche est croquante et appétissante ; amollie, elle devient impropre à la vente bien qu’elle puisse toujours être consommée d'un point de vue nutritif.
Une partie de l'art culinaire a pour mérite de donner une seconde vie à des aliments que les altérations de texture ont rendu impropres ou inappétissants, par exemple :
- pain perdu ;
- fondue savoyarde ;
- croissant aux amandes ;
- puddings...

### Forcées
Pour beaucoup de mets et dans la plupart des recettes, la texture est très affectée par la cuisine, donc par le mode de préparation et la durée de cuisson, ce qui détermine autant de préférences et d'habitudes chez les différents consommateurs et dans les différentes cultures, par exemple, pour les pâtes, les viandes, les aliments croustillants.

## Influence sur la production alimentaire
La production alimentaire, artisanale ou industrielle, soigne et contrôle la texture des aliments puisqu'il s'agit d'une qualité essentielle. Elle peut se prêter à d'innombrables déclinaisons en fonction des recettes et de leurs variétés : le boulanger doit par exemple veiller à maintenir la texture attendue par le client quel que soit le type de pain réalisé, le type ou mélange de farines utilisées, les conditions de fabrication. Selon les priorités ou les savoir-faire, les aspects flatteurs de la texture, souvent visuels (aspects, volume apparent, etc.), ou d'autres intérêts (p. ex. durée de conservation), peuvent faire passer au second plan la valeur nutritionnelle (apport ou retrait de calories, ajout ou retrait de composants comme le sel, etc.).
Les industriels de l'agro-alimentaire font appel à des agents texturants pour maîtriser la texture de leurs produits, leur donner la consistance exacte recherchée et en contrôler l'évolution. Ces additifs alimentaires sont par exemple des épaississants (notamment des amidons natif ou modifiés), des gélifiants, des émulsifiants, des stabilisants.

## Influence sur le conditionnement et la conservation
Tant chez le producteur, dans le circuit de consommation que chez le consommateur, la texture intervient au niveau des contraintes de conservation (stockage) et dans celui du conditionnement des aliments. Si celui des liquides se prête à une grande variété de formes et de volumes, de même que celui des aliments livrés en conserve, les produits frais, d'une texture fragile, ne supportent qu'une palette restreinte de récipients, de volumes et modes de manipulation.

## Marketing
Toujours en termes de consistance, la facilité de consommation autorisée par la texture peut être une condition déterminante dans la production alimentaire, donc un argument publicitaire : des matières grasses sont ainsi vantées pour être plus faciles à tartiner que le beurre souvent trop mou ou trop dur ; les miels, qui pourtant évoluent spontanément vers un épaississement, doivent rester crémeux ou liquides, et rester compatibles avec le récipient qui a été prévu pour la vente, etc. 